# Atletski savez Srbije
La Atletski savez Srbije (ASS, in italiano: Federazione serba di atletica leggera) è una federazione sportiva che ha il compito di promuovere la pratica dell'atletica leggera e coordinarne le attività dilettantistiche ed agonistiche in Serbia.
Fu fondata nel 1921 come Federazione jugoslava e dopo la fine della Jugoslavia nel 2003 si affiliò alla World Athletics nello stesso anno. L'attuale federazione nasce con la separazione dal Montenegro nel 2006. Ha sede a Belgrado ed è affiliata anche alla European Athletic Association e al Comitato Olimpico Serbo. Prima dell'indipendenza della Serbia, l'atletica leggera faceva capo alla Atletski savez Jugoslavije (federazione jugoslava di atletica leggera).